# Aphaenogaster caeciliae
Aphaenogaster caeciliae é uma espécie de inseto do gênero Aphaenogaster, pertencente à família Formicidae.